# Winston Smith
Winston Smith je lik i protagonist Orwellova romana Tisuću devetsto osamdeset četvrte, kroz čiju se perspektivu čitatelji upoznaju s fiktivnom totalitarnom državom Oceanijom u kojoj se odvija radnja. Smith je član tzv. šire partije te radi kao službenik Ministarstva istine u odjelu zaduženom za uništavanje i retroaktivno stvaranje medijskih i drugih zapisa da bi se službena povijest "uskladila" s tekućom službenom politikom. Smith s vremenom počinje prezirati postojeći poredak i odlučuje ga podrivati putem zabranjene ljubavne veze s mehaničarkom Julijom te pokušaja da se pridruži polulegendarnom pokretu otpora zvanom Bratstvo. Ti pokušaji završe tragično kada i njega i Juliju uhiti misaona policija te ga izloži strahovitu mučenju i pranju mozga poslije kojeg će završiti kao potpuno slomljen čovjek suočen sa spoznajom "da voli režim, odnosno Velikog Brata.
Orwell je lik počeo stvarati oko godine 1945. Glavni uzor bio je Rubašov, protagonist znamenitog Koestlerova romana Pomračenje u podne. Ime je dobio po tadašnjem britanskom premijeru Winstonu Churchillu, a prezime "Smith", kao najrasprostranjenije u Engleskoj, liku je trebalo dati univerzalni karakter.

## Portreti
Winston Smith pojavljuje se u nekoliko filmskih i televizijskih adaptacija Orwellova romana te su njegov lik tumačili sljedeći glumci:
- Eddie Albert u američkoj TV-drami iz 1953.
- Peter Cushing u BBC-jevoj TV-drami iz 1954.
- Edmond O'Brien u igranom filmu iz 1956.
- John Hurt u igranom filmu iz 1984.

## Vanjske poveznice
- NBC University Theater recording of 1984  Arhivirana inačica izvorne stranice od 28. veljače 2007. (Wayback Machine)